# Колокольников, Юрий Андреевич
Ю́рий Андре́евич Колоко́льников (род. 15 декабря 1980, Москва) — российский актёр театра, кино, телевидения, озвучивания и дубляжа, кинорежиссёр и кинопродюсер.
В 2025 является ведущим на канале ТНТ в телешоу «Мастер игры»

## Биография
Юрий Колокольников родился 15 декабря 1980 года в Москве. Отец — Андрей Геннадьевич Колокольников — учёный, занимающийся исследованиями в области соционики. Мать — Марина Сонкина — журналист, писатель, переводчик. Бабушка Юрия, Фаина Сонкина, была однокурсницей Юрия Лотмана на филологическом факультете ЛГУ, на протяжении многих лет поддерживала с ним отношения, а впоследствии написала в соавторстве с дочерью книгу «Юрий Лотман в моей жизни. Воспоминания. Дневники. Письма». По семейной легенде Юрий Колокольников был назван именно в честь Лотмана. У Юрия есть старший брат Фёдор Колокольников, доктор математических наук, профессор университета Галифакса.
В 1985 мама с 5-летним Юрием и 12-летним Фёдором переехала в Канаду, где получила работу на радио. Юрий учился в школе в Торонто, затем в Монреале. Получил канадское гражданство. С 1990 года летал в Россию к отцу, жил на две страны, параллельно учился в российской и канадской школах.
По словам самого Колокольникова, ребёнком он был непослушным и неуправляемым. В московской школе Юрия собирались принять в пионеры, но он отказался, сообщив, что не разделяет ценностей этой общественной организации. Когда Колокольникову было 13 лет, отец увидел объявление о приёме в киношколу, но поскольку набирали туда только с девятого класса, Юрий за лето экстерном сдал экзамены за восьмой класс, поступил и решил остаться учиться в России в Московской международной киношколе.
За время учёбы в киношколе Юрий снялся в эпизодической роли в фильме «Железный занавес» Саввы Кулиша и принял решение поступать в театральный вуз. В 15 лет снова сдаёт экзамены экстерном и с первого раза поступает в Щукинское училище в мастерскую А. К. Граве. На первых курсах Юрий снимается в «Ретро втроём» Петра Тодоровского и «Зависти богов» Владимира Меньшова, а в 1998 году его, студента третьего курса, утверждает на одну из главных ролей (лейтенант Блинов) в свой фильм «В августе 44-го…» Михаил Пташук. Партнёрами Юрия становятся Евгений Миронов и Владислав Галкин.
После окончания Щукинского училища Юрий продолжал жить на две страны, часто летал к матери в Ванкувер, проводил много времени в Лос-Анджелесе и Нью-Йорке, подрабатывал там официантом, курьером и грузчиком, а заодно подавал резюме в актёрские агентства. В Москве режиссёр Кирилл Серебренников утверждает его сразу на две роли — в телесериале «Дневник убийцы» и в спектакле «Сладкоголосая птица юности» на сцене театра «Современник», где Юрий исполняет роль Чанса Уэйна в паре с Мариной Неёловой. Премьера спектакля состоялась в 2002 году. Впоследствии в театре Юрий сыграет Бориса в «Грозе» («Современник») и Ромео в «Ромео и Джульетте» (театр Пушкина), а через 7 лет — «Месяц в деревне» в театре Маяковского и окончательно уходит из театра в кино.
С 2008 года Колокольников начинает заниматься продюсированием. В основном это комедии — «Счастливый конец», «На море!» и «Мама дарагая!». Также становится сопродюсером фильма-проекта «ВМаяковский», где исполняет заглавную роль.
В 2014 году Юрий, единственный из российских актёров, получил приглашение сняться в телесериале HBO «Игра престолов». Его герой Стир играет в четырёх эпизодах четвёртого сезона. Также в его зарубежной фильмографии — «Хантер Киллер» Донована Марша (2018), «Телохранитель киллера» Патрика Хьюза (2018), телесериал «Американцы» (2017—2018). В 2019 году снялся в «Призрачной шестёрке» Майкла Бэя, а в 2020 году — в «Доводе» Кристофера Нолана.
С 2018 года Юрий является амбассадором в России канала HISTORY, продюсером и ведущим документальной серии «Истории о нас».
Сотрудничает со световым шоу Sila Sveta. Их совместный проект «Одиночество» получил приз жюри на международном конкурсе Borealis в Сиэтле (США). Поэтический мэппинг был показан на здании музея истории и промышленности. Юрий Колокольников прочел стихотворение «Одиночество» Иосифа Бродского под музыку Мити Вихорнова. Другое шоу — «Маяковский» — стало обладателем Гран-при московского фестиваля «Круг света-2015». Архитектурный мэппинг в стилистике советского авангарда демонстрировался в сопровождении стихов Маяковского в исполнении Колокольникова.

## Личная жизнь
Первая жена — Надежда Макляровская, экономист, с 2001 года по 2013 год основатель и глава агентства недвижимости Soho Realty;
Вторая жена (фактическая) — актриса Ксения Раппопорт (расстались в 2014 году).
Две дочери от двух браков: Таисия (2006 года рождения) и София (2011 года рождения).

## Творчество

### Роли в театре
Театр «Современник»
- 2002 — «Сладкоголосая птица юности» — Чанс Уэйн
- 2004 — «Гроза» — Борис

Московский драматический театр им. А. С. Пушкина
- 2004 — «Ромео и Джульетта» в театре — Ромео

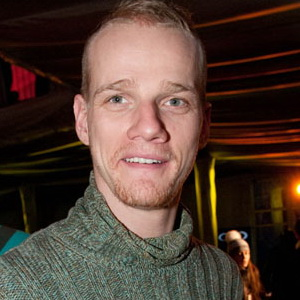
Юрий Колокольников на четвёртом Кубке Audi по слалому среди звёзд, январь 2010 года

### Фильмография

#### Актёр
- 1994 — Железный занавес — беспризорник
- 1998 — Ретро втроём — жених
- 2000 — Зависть богов — Саша, сын Сони
- 2000 — В августе 44-го… — лейтенант Андрей Блинов, оперативник-стажёр СМЕРШ
- 2001 — Идеальная пара (серия «Проба пера») — Витёк Коробков
- 2001 — Леди на день — Дэйв-Красавчик
- 2002 — Специальный репортаж, или Супермен этого дня — Паша
- 2002 — Дневник убийцы — Максим Близнюк, одноглазый чекист, помощник комиссара Розы
- 2003 — Время — деньги — Константин Григорьев
- 2003 — В июне 41-го (США) — лейтенант РККА Иван Антонов
- 2004 — Дети Арбата — Костя
- 2004 — Узкий мост — рекламный режиссёр
- 2004 — Изгнанник (США) — Томас Хатауэй
- 2005 — Греческие каникулы — Ипполит
- 2005 — Марсианские хроники — Женя Бандорин
- 2005 — Статский советник — поручик Смольянинов
- 2005 — Убойная сила 6 (серия «Благие намерения») — Малышев
- 2005 — Народная сказка (документальный короткометражный фильм) — рассказчик
- 2006 — Печорин. Герой нашего времени — Грушницкий
- 2006 — Рекламная пауза — копирайтер Ваня
- 2006 — Бесы — Николай Ставрогин
- 2006 — Кинофестиваль, или Портвейн Эйзенштейна — Николай Васильев
- 2007 — Кука — Жека
- 2007 — Открытое пространство — Глеб
- 2008 — Плюс один — ростовая кукла
- 2009 — Обречённые на войну — Антон
- 2009 — На море! — Вадим
- 2009 — Кошечка — гость на свадьбе
- 2010 — Счастливый конец — Член
- 2010 — Самка — милиционер
- 2010 — Блюз-кафе — мистер Русский
- 2011 — В твоих глазах — Стас Пузырёв
- 2011 — Распутин — Освальд Райнер
- 2012 — Шоковая терапия
- 2013 — Поддубный — граф Корсаков, менеджер Поддубного
- 2013 — Интимные места — Иван
- 2013 — Одессит — Рома
- 2013 — Кукушечка — Лев
- 2013 — Бесценная любовь — Илья
- 2014 — Игра престолов / Game of Thrones (США) — магнар теннов Стир
- 2014 — Любит не любит — Дима, друг Алексея
- 2014 — Седьмая руна — Олег Петрович Нестеров, следователь
- 2014 — Мама дарагая! — Юра Подоконников
- 2015 — Пингвин нашего времени — Егор, пингвинёр-рассказчик
- 2015 — Перевозчик: Наследие / The Transporter Refueled (Франция) — Юрий, русский мафиози
- 2015 — Озабоченные, или Любовь зла — Вячеслав (Слава) Лозовский, любовник Саши
- 2015 — Метод — Михаэль Птаха
- 2015 — Про любовь — Юра, знакомый по интернет-переписке
- 2016 — Завтрак у папы — Александр Титов, креативный директор рекламного агентства, папа Али
- 2016 — Дуэлянт — Басаргин, кредитор графа
- 2016 — Пьяная фирма — Слава
- 2016 — Обратный отсчёт — Константин Корсаков
- 2017 — Вы все меня бесите! — Артём, бывший парень Сони
- 2017 — Стрэттон: Первое задание / Stratton (Англия) — Бородин
- 2017 — Телохранитель киллера / The Hitman’s Bodyguard (США) — Иван, помощник и охранник президента Духовича
- 2017 — Про любовь. Только для взрослых
- 2017 — Крылья империи — князь Михаил
- 2018 — Девятая — Василий Петрович Голицын
- 2018 — ВМаяковский — Владимир Маяковский
- 2018 — Годунов — Джером Горсей, английский купец
- 2018 — Хантер Киллер / Hunter Killer (США) — Олег
- 2019 — Тайна печати дракона — Пётр I / Железная Маска
- 2019 — Юморист — Шепелин
- 2019 — Призрачная шестёрка / 6 Underground (США) — Бааша Зия
- 2020 — Серебряные коньки — Великий князь
- 2020 — Грозный — Джером Горсей
- 2020 — Довод / Tenet (Великобритания — США) — Волков, помощник Сатора
- 2020 — Беспринципные — архитектор Рома
- 2021 — Крюк — Никита Крюков, хоккейный агент
- 2021 — Петровы в гриппе — Игорь Дмитриевич Артюхин
- 2021 — Воскресенский — Аркадий Гаврилович Воскресенский, профессор медицины
- 2021 — Бендер: Начало — Григорий Котовский
- 2021 — Бендер: Золото империи — Григорий Котовский
- 2021 — Молоко — маммолог-эксгибиционист
- 2022 — Конец света — Князь тьмы
- 2023 — По щучьему велению — лорд Ротман
- 2023 — Беспринципные в деревне — Рома
- 2023 — Чёрное облако — отец Оли
- 2023 — На небо — Василий Петрович
- 2024 — Мы — Панда
- 2024 — Мастер и Маргарита — Коровьев
- 2024 — Мой дикий друг
- 2024 — Пираты галактики Барракуда — Верховный страж
- 2024 — Юг — папа 1
- 2024 — Последний ронин — ронин
- 2024 — Крейвен-охотник / Kraven the Hunter — Cемён Чёрный, глава Кировской мафии
- 2025 — Волшебник Изумрудного города. Дорога из жёлтого кирпича — Железный дровосек
- 2025 — Белый лотос — Владимир

#### Режиссёр
- 2010 — 9 мая. Личное отношение (новелла «Конфетки»)

#### Продюсер
- 2009 — На море!
- 2010 — Счастливый конец (совместно с Арамом Мовсесяном, Сергеем Даниеляном и Ярославом Чеважевским)
- 2014 — Мама дорогая!

#### Озвучивание
- 2001 — Мусорщик — голос за кадром

#### Дубляж
- 2017 — Фердинанд / Ferdinand — бык Фердинанд[6]
- 2020 — Мир безмятежности / A World of Calm (документальный сериал) — голос за кадром в серии «Снегопад»[7]

## Признание и награды
- 1999 — стипендиат премии деловых кругов «Кумир-1999»
- 2003 — лауреат театральной премии «Чайка»
- 2004 — лауреат молодёжной премии «Триумф»